# Angus Buchanan (ragbista)
Angus Buchanan (15. ledna 1847, Inveraray – 21. února 1927, Inveraray) byl skotský ragbista, který jako první hráč v mezinárodním ragbyovém zápase položil míč do soupeřova brankoviště (anglicky try). Bylo to 27. března 1871 proti Anglii a Skotsko vyhrálo 1:0. Pro Buchanana to byl zároveň jediný zápas za skotskou reprezentaci. 
Hrál za amatérské kluby Royal HSFP, Edinburgh Univerzity a Edinburgh District. Byl i členem skotské kriketové reprezentace. V letech 1879 a 1880 byl v pořadí sedmým prezidentem Skotské ragbyové unie. Byl ze 13 dětí.
V beletrii je zmíněn ve světě Harryho Pottera.